# Adhémar de Beynac
Adhémar de Beynac scritto anche Baynac, o Bainac (1120 circa – 1194) è stato un nobile francese.
Accompagnò alla seconda crociata il re Luigi VII di Francia, che fu anche duca d'Aquitania, tra il 1145 e il 1167. Il suo stemma è conservato nel Museo di Versailles, nella prima delle Sale delle Crociate. 

## La sua famiglia

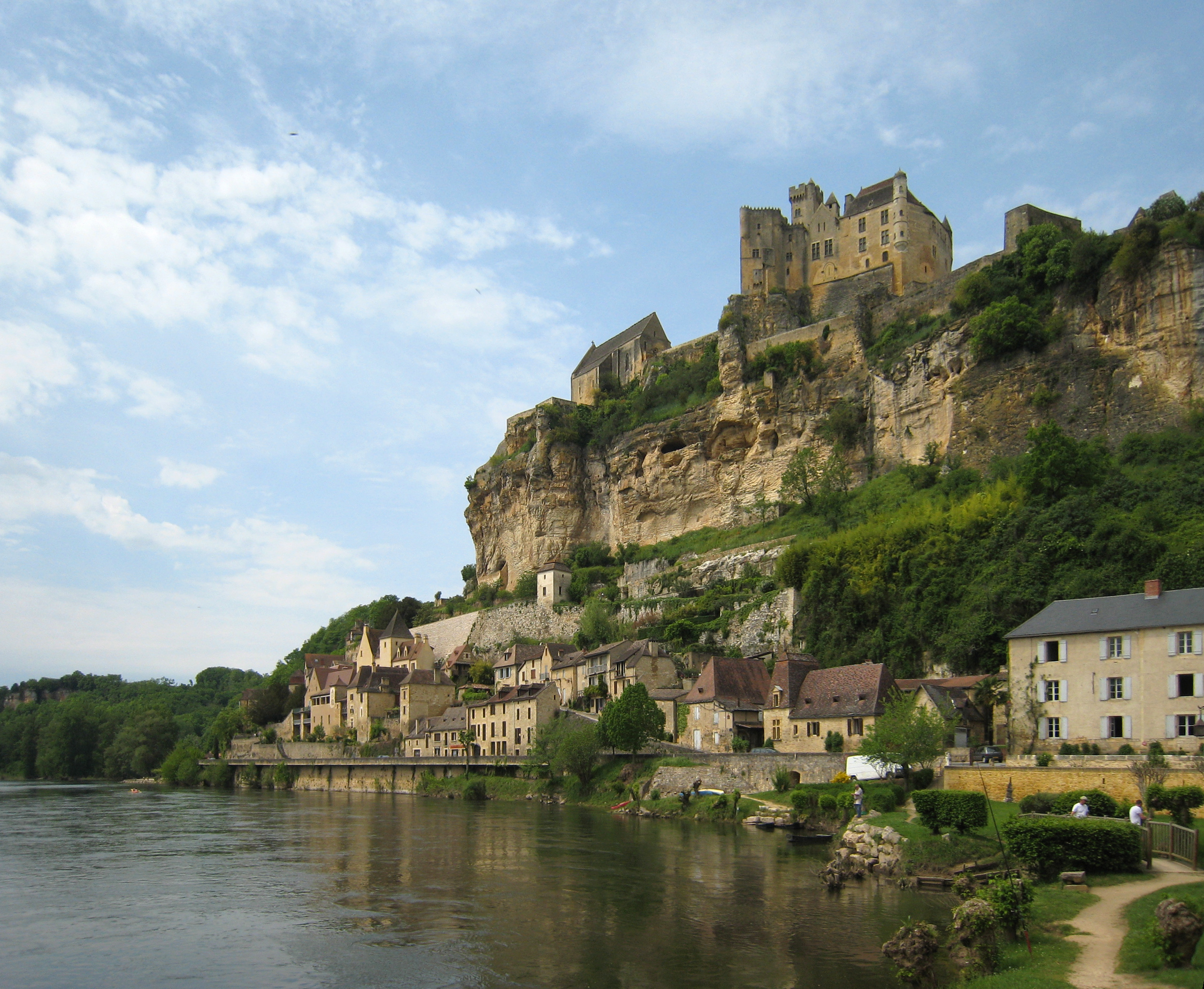
Castello di Beynac

Beynac apparteneva ad una antica e illustre casata del Périgord noir, dalla quale prese il nome e la sua origine il castello di Beynac, situato in cima ad una ripida roccia, ai piedi della quale scorre il fiume Dordogna.
Il signore di Beynac prese il titolo di primo barone del Périgord, in concomitanza con i baroni di Bourdeille, Biron e Mareuil, ciascuno dei quali in lizza per la precedenza e pretendendo di essere il primo.
Questa casata fu illustre e potente fin dai primi tempi. Ebbe una filiazione ininterrotta, dal momento che Mainard de Beynac, fece, con Alpaïs, sua moglie, figlia di Pons, signore di Gourdon, diverse donazioni; nell'anno 1115, a Robert d'Arbrissel, fondatore della famosa abbazia di Fontevraud e nel 1116, a Géraud de Salles, fondatore di quella di Cadouin. Il numero e l'importanza degli oggetti donati danno un'idea dell'opulenza e del potere del donatore. Mainard de Beynac ebbe tre figli

## Biografia

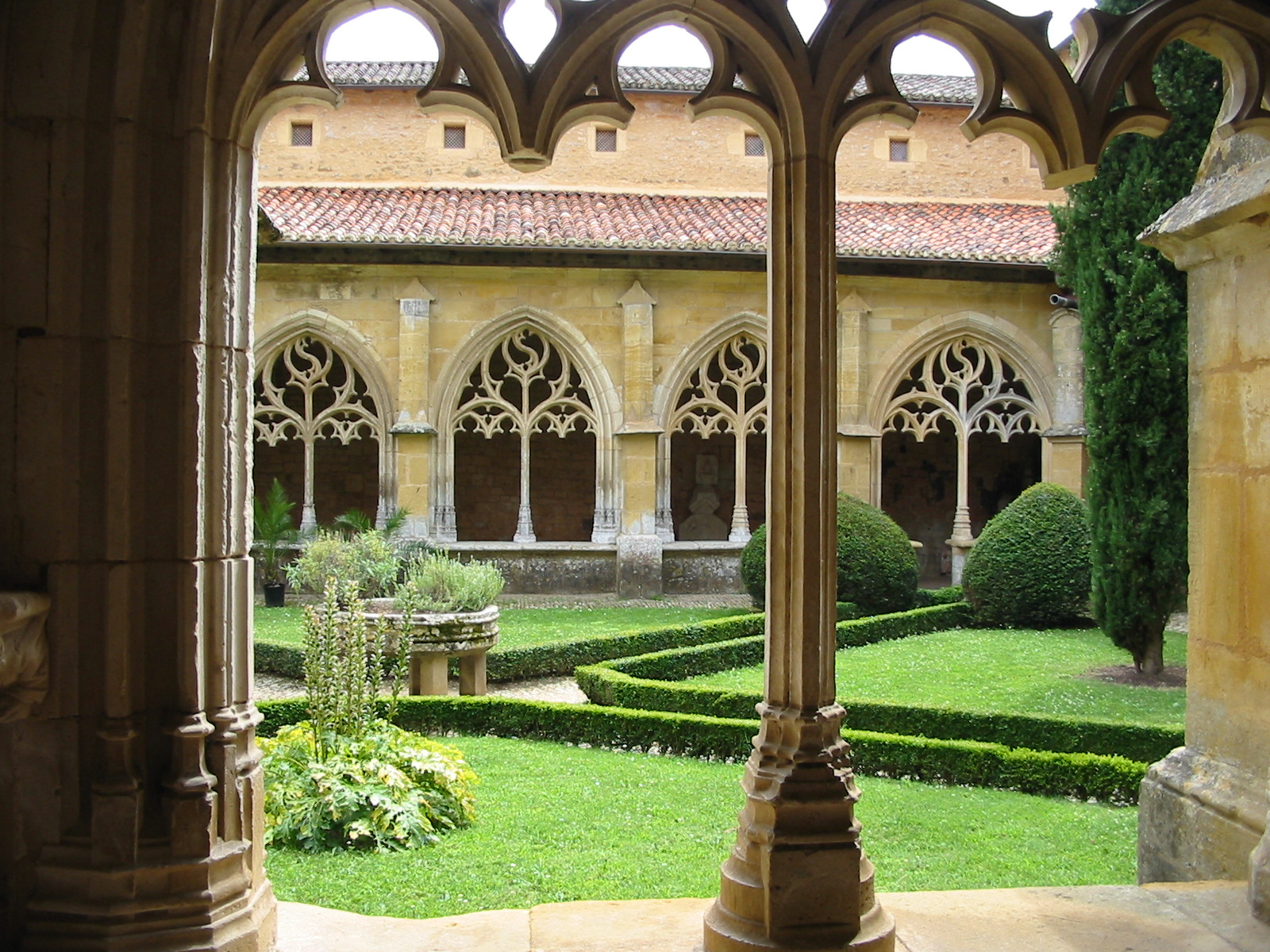
Chiostro dell'Abbazia di Cadoin

Adhémar de Beynac, era il figlio maggiore. In qualità di cavaliere, si recò in Terra santa nell'anno 1147. Per provvedere alle spese di questo viaggio, vendette all'abate di Cadouin le terre che aveva ad Auriole, al prezzo di milleduecento sol, moneta di Cahors, e cento sol, moneta del Périgord. Prima di partire emise un'ordinanza, a giudizio dei suoi cavalieri, con la quale condannava "all'impiccagione chiunque compia qualche invasione dei possedimenti dell'abbazia di Cadoin". Dichiarò inoltre che se uno dei suoi cavalieri, o i loro figli, residenti nella castellania di Bigaroque, avessero esercitato delle violenze contro i monaci di questa abbazia, "pagherebbero una multa di cinque sol per quattro corone, e il doppio presso l'abbazia, a pena di farsi tagliare un orecchio".

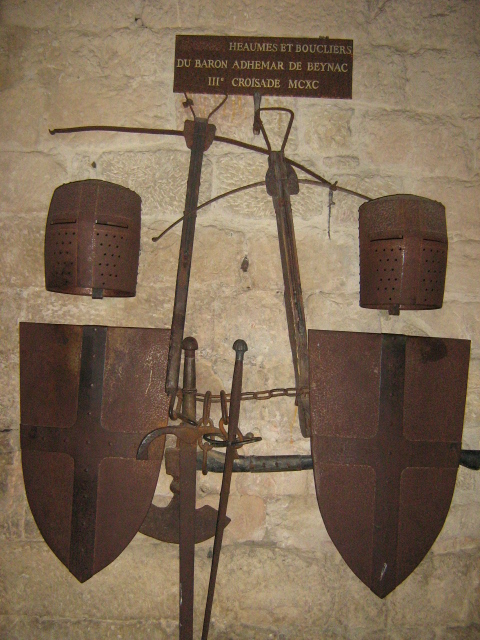
Elmi e scudi del barone Adhémar de Beynac.

Adhemar de Beynac non sembra fosse rimasto in Terra santa fino al 1188, come suo fratello. Guillaume de Cugnac, cavaliere, nel 1167 fu testimone, con Adémar de Beynac, delle donazioni fatte all'abbazia di Cadoin da Guillaume e Aimeric de Biron, fratelli, con il consenso di Aibolène loro madre. Lo stesso giorno assistette alla donazione fatta da Adhémar de Beynac a questa abbazia. Viveva ancora nel 1189. Marsebilie, sua moglie, era sorella di Rudel, conte del Périgord . Al suo ritorno dalle crociate, il primo barone di Beynac, alla morte di suo padre, fu Adhémar de Beynac.

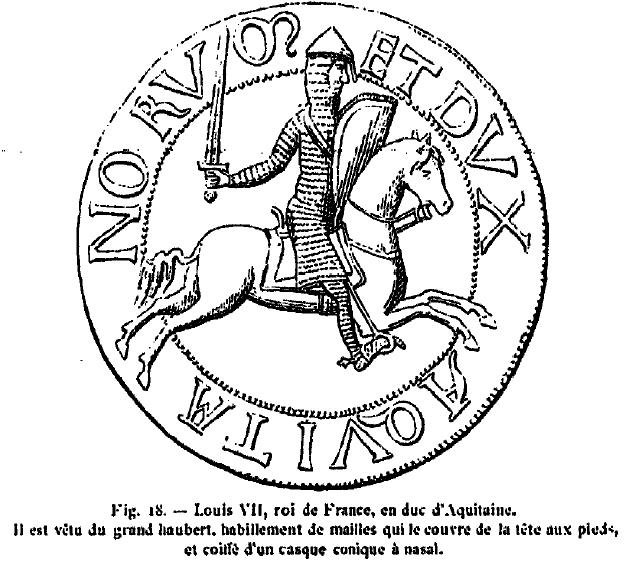
I due fratelli accompagnano il re Luigi VII di Francia, che è anche duca d'Aquitania, nella crociata.

Nel 1194, al suo ritorno dalla prigionia dopo dieci anni di assenza, il re Riccardo Cuor di Leone notò che in Aquitania, grazie alla vigilanza di uno dei suoi più fedeli compagni, Mercadier, i suoi castelli e territori avevano conservato la loro integrità. Per ringraziare Mercadier per la sua lealtà, Riccardo gli offrì il castello di Beynac, del quale si era impadronito in modo autoritario dopo la morte del suo proprietario, Adhémar de Beynac, che non aveva lasciato alcun erede diretto. Il dono giovò però ben poco a Mercadier, che venne assassinato a Bordeaux nel 1200. I nipoti di Adhémar de Beynac poterono poi recuperare il castello, che continuò ad appartenere a questa famiglia fino al XVIII secolo.
Adhémar servì in parte da modello per il personaggio di Bos de Bénac, eroe di diverse leggende grosso modo simili nella sostanza, che sono attuali a Bigorre, nelle Landes de Gascogne e nel Périgord.
Anche suo fratello, Pons de Beynac, barone de Beynac e cavaliere, accompagnò il re Luigi VII di Francia alla crociata del 1147 e fece varie donazioni all'abbazia prima della sua partenza e dopo il suo ritorno a Cadouin. Da due moglie Gaillarde, ebbe diversi figli